# Ромашковское сельское поселение
Рома́шковское се́льское посе́ление — муниципальное образование в составе Палласовского района Волгоградской области.
Административный центр — посёлок Ромашки.

## История
Ромашковское сельское поселение образовано 30 декабря 2004 года в соответствии с Законом Волгоградской области № 982-ОД.

## Население
| 2010  | 2012  | 2013  | 2014  | 2015  | 2016  | 2017  |
| ----- | ----- | ----- | ----- | ----- | ----- | ----- |
| 1433  | ↘1402 | ↗1403 | ↘1390 | ↗1394 | ↘1382 | ↘1343 |
| 2018  | 2019  | 2020  | 2021  |       |       |       |
| ↘1328 | ↘1291 | ↘1252 | ↘1234 |       |       |       |

## Состав сельского поселения
| № | Населённый пункт | Тип населённого пункта          | Население |
| - | ---------------- | ------------------------------- | --------- |
| 1 | Пригарино        | посёлок                         | 140       |
| 2 | Ромашки          | посёлок, административный центр | 1253      |
| 3 | Селянка          | посёлок                         | 40        |